# Milan Šimčák
Milan Šimčák (sinh 23 tháng 8 năm 1995), là một cầu thủ bóng đá Slovakia thi đấu cho MFK Zemplín Michalovce ở vị trí hậu vệ.
Šimčák giành chức vô địch DOXXbet liga 2014–15 cùng với MFK Zemplín Michalovce.

## Sự nghiệp câu lạc bộ
Šimčák sinh ra ở Košice ở Slovakia. Anh ra mắt tại Fortuna Liga cho MFK Zemplín Michalovce trước FK AS Trenčín ngày 18 tháng 7 năm 2015.